# 하늘은 스스로 돕는 자를 돕는다
하늘은 스스로 돕는 자를 돕는다 또는 하나님은 스스로 돕는 자를 돕는다(God helps those who help themselves)라는 문구는 자기주도성과 주체성의 중요성을 강조하는 좌우명이다. 이 표현은 전 세계적으로 알려져 있으며 사람들에게 자조를 독려하는 데 사용된다. 이 문구는 고대 그리스에서 "신들은 스스로 돕는 자를 돕는다"에서 유래되었으며 원래 속담이었을 수도 있다. 이는 이솝 우화 두 편에 묘사되어 있으며, 고대 그리스 연극에서도 비슷한 감정이 발견된다. 일반적으로 벤저민 프랭클린의 작품으로 여겨져 왔지만, 현대 영어 표현은 알제넌 시드니의 작품에서 더 일찍 나타났다. "하나님은 스스로 돕는 사람을 돕고, 스스로 돕는 사람을 하나님이 돕는다"는 말에 유머러스하게 덧붙여졌다.
이 문구는 성경에 그대로 언급되어 있지는 않지만 종종 성경 인용문으로 오해된다. 일부 기독교인들은 이 표현이 무력한 자들을 위한 하나님의 은혜와 도움에 관한 성경적 메시지에 어긋난다고 생각한다. 이 문구의 변형이 쿠란(13:11)에 나와 있다.

## 같이 보기
- 프로테스탄트 윤리
- 번영신학